# Sr. Burns
Charles Montgomery Plantagenet Schicklgruber "Monty" Burns, mais comumente chamado de Sr. Burns, é um personagem do desenho Os Simpsons. É filho de Elizabeth Burns. Burns tem entre 80 e 120 anos, mas às vezes é citado que ele é mais velho.
É o homem mais rico de Springfield com 35,8 bilhões de dólares (sua fortuna varia de acordo com os episódios), além de ser o décimo personagem mais rico da ficção; dono da Usina Nuclear onde Homer Simpson trabalha, do Casino e de um hotel; guarda 1 trilhão de dólares em dinheiro na carteira (em uma única nota feita pelo Governo). Tem como fiel empregado o Sr. Waylon Smithers, de quem é totalmente dependente. Em um episódio que Homer substitui Smithers, o Sr. Burns consegue se tornar autônomo com medo das agressões não propositais de Homer. Mas logo volta a condição débil anterior quando Smithers retoma seu posto. Fala fluentemente inglês, francês e alemão e sempre cita expressões muito antigas.
Seus pontos mais marcantes são sua extrema velhice e magreza, arrogância, ganância, possível pacto com o diabo, autoritarismo, enorme fraqueza física, egoísmo, megalomania, desprezo vindo dos outros, etc.
De acordo com alguns episódios, acredita-se que ele tenha dado uma fortuna ao Diabo em troca de sua longevidade sendo que estranhamente num parque de diversões tinha um espelho que deixava ver as pessoas como eram no inferno e ele era rei. Já em outro episódio ele foi diagnosticado como portador de "todas as doenças do mundo", o que provoca um verdadeiro "congestionamento de vírus e de bactérias" em seu corpo, sem que nenhum consiga superar o outro e com isso se anulem mutuamente, sem causar danos a saúde de Burns. É visto que sua maldade causa sua longa vida.

## Biografia
Nascido numa fazenda no interior dos Estados Unidos, o Sr. Burns é o homem mais velho da cidade, com idade entre 80 e 120 anos (ou mais; em algumas vezes afirma-se que tem mais de 120 anos). É também um dos mais ricos, fazendo parte de um clube exclusivo apenas para pessoas ricas, do qual também fazem parte o Texano Rico e o Tio Rico do jogo Monopoly.
Sua mãe, Elizabeth Burns está viva com 140 anos de idade. No episódio "O substituto", um escândalo comprometeu o seu nome: Burns disse que quase praticou a eutanásia de sua própria mãe, mas ela sobrevive a mais de 50 anos sem os aparelhos que usava. Ele também possui um filho ilegítimo, Larry Burns, que apareceu no episódio "O Filho do Sr. Burns".
Em sua infância, Burns morava em uma casa de campo simples com seus carinhosos pais e seus múltiplos irmãos. Quando Bart troca de lugar com o menino mais rico da cidade, Burns confessa-lhe que era o mais novo, e que para herdar a riqueza, fez com que todos os irmãos morressem "acidentalmente", alguns com batatas envenenadas. Um dia seu avô Wainwright Montgomery Burns um velho bilionário sem amor, ofereceu levá-lo para a cidade e tomar conta dele, o que o Sr. Burns aceitou de primeira, tornando-se uma criança rica e mimada e eventualmente herdando de seu avô a mina de átomos que mais tarde se tornaria a Usina Nuclear de Springfield. Ele se formou em Yale no ano de 1920. Burns possuiu uma noiva, de nome Gertrudy mas, como não teve tempo para comparecer nem ao casamento e nem a lua de mel, ela morreu de solidão e de hidrofobia.
Nos episódios "Quem Matou o Sr. Burns?", o Sr. Burns é acidentalmente baleado por Maggie Simpson, levando as autoridades a procurar o culpado, destacando entre os suspeitos Smithers e Homer.
A usina de Burns já contaminou o lago da cidade e levou a que um peixe chamado Blincky sofresse uma mutação, nascendo com 3 olhos. Marge Simpson convida Burns para um jantar em sua casa, que será filmado para uma campanha de recuperação da imagem do empresário. Marge lhe oferece como prato principal o citado peixe. Burns tenta comê-lo mas não consegue e sai correndo da casa, enojado, fracassando em sua estratégia de mostrar que sua usina é inofensiva. A poluição do lago pela usina seria mais tarde um dos pontos importantes na história de The Simpsons Movie.
Outro episódio que merece destaque é o episódio "Arquivo S", onde o Sr. Burns é confundido com um extraterrestre depois de tomar medicamentos tranquilizantes e sair andando pela floresta confuso e desorientado.

## Personalidade
A personalidade de Burns é uma mistura de vilões tanto ficcionais quanto reais, pois o Sr. Burns é cruel, ganancioso, egoísta, invejoso, trapaceiro, ranzinza, arrogante, emburrado e mal-humorado. Sr. Burns sempre dá salários baixos para seus empregados, exceto para o seu secretário Smithers que sempre tem respeito em relação a Burns. Burns quase nunca lembra o nome do Homer, pois toda vez que Burns observa Homer no seu computador espião de vigilância, Burns pergunta pro Smithers quem é ele e Smithers responde que é Homer Simpson. Burns não se importa com a incompetência de seus empregados, embora algumas vezes já se mostrou intolerante com isso, mandando seus empregados voltarem ao trabalho ou ameaçando demiti-los. Embora o Sr. Burns tenha uma personalidade sombria, já se mostrou romântico, pois já se apaixonou por Marge e quase se casou com a mãe de Marge. Burns sempre age para conseguir o que quer, pois sempre engana seus adversários para ficar com o prêmio e quando um oponente está perto do prêmio, Burns o manda entregá-lo mediante ameaças.
Outra marca sua é sempre apertar o botão do alçapão para fazer com que um visitante indesejável saia da sua presença, além de comumente soltar os cachorros para afugentar as pessoas.